# Main
Main (с англ. — «Основной») — британская группа, образованная в 1991 году гитаристами Робертом Хэмпсоном и Скоттом Доусоном, бывшими участниками группы Loop. Опираясь на эксперименты этой группы с бурдоном и гитарной текстурой, дуэт продвинулся дальше в сторону эмбиентного звучания, в конечном итоге полностью отказавшись от традиционной перкуссии и ритма. Они выпустили ряд альбомов и EP, получивших похвалу критиков в 1990-х годах. Доусон покинул группу в 1996 году.
В 2006 году Хэмпсон объявил, что Main фактически расформирован в пользу его сольной работы. В октябре 2010 года он объявил, что возобновляет работу над Main в рамках более активного сотрудничества с другими саунд-артистами. В 2011 году немецкий композитор Стефан Матье присоединился к Хэмпсону для текущей инкарнации проекта.

## Дискография

### Синглы, EP
- Hydra (12" single 1991)
- Calm (12" EP 1992)
- Dry Stone Feed (12" mini LP/CD 1992)
- Firmament (CD 1993)
- Core (7" single 1994) – limited edition of 300 copies, later released on the Ligature CD
- Ligature – Remixes (12" EP 1994)
- Firmament II (CD 1994)
- "Coderays" (7" single 1995) – limited edition of 100 copies
- Hertz 1 – Corona (12"/mini CD 1995)
- Hertz 2 – Terminus (12"/mini CD 1995)
- Hertz 3 – Maser (12"/mini CD 1995)
- Hertz 4 – Haloform (12"/mini CD 1995)
- Hertz 5 – Kaon (12"/mini CD 1995)
- Hertz 6 – Neper (12"/mini CD 1995)
- Firmament III (EP/CD 1996)
- Deliquescence (CD 1997) – live
- Firmament IV (EP/CD 1998)
- Transiency (mini CD – 2003)
- Ablation (Editions Mego – 2013)

### Альбомы
- Motion Pool (3LP/CD 1994)
- Hydra-Calm (LP/CD 1995) – re-issue of "Hydra" and "Calm", plus one inedit
- Ligature – Remixes (CD 1995) – re-issue, contains three extra tracks (the "Core" 7" single)
- Hz (3LP/2CD 1996) – re-issue of the whole "Hertz Project"
- Firmament III & IV (3 cd 1999) – re-issue of the Firmament III and Firmament IV EPs plus Deliquecence
- Tau (CD – 2002)
- Exosphere Exosphere (CD – 2003)
- Surcease (2006)